# Richtantenne

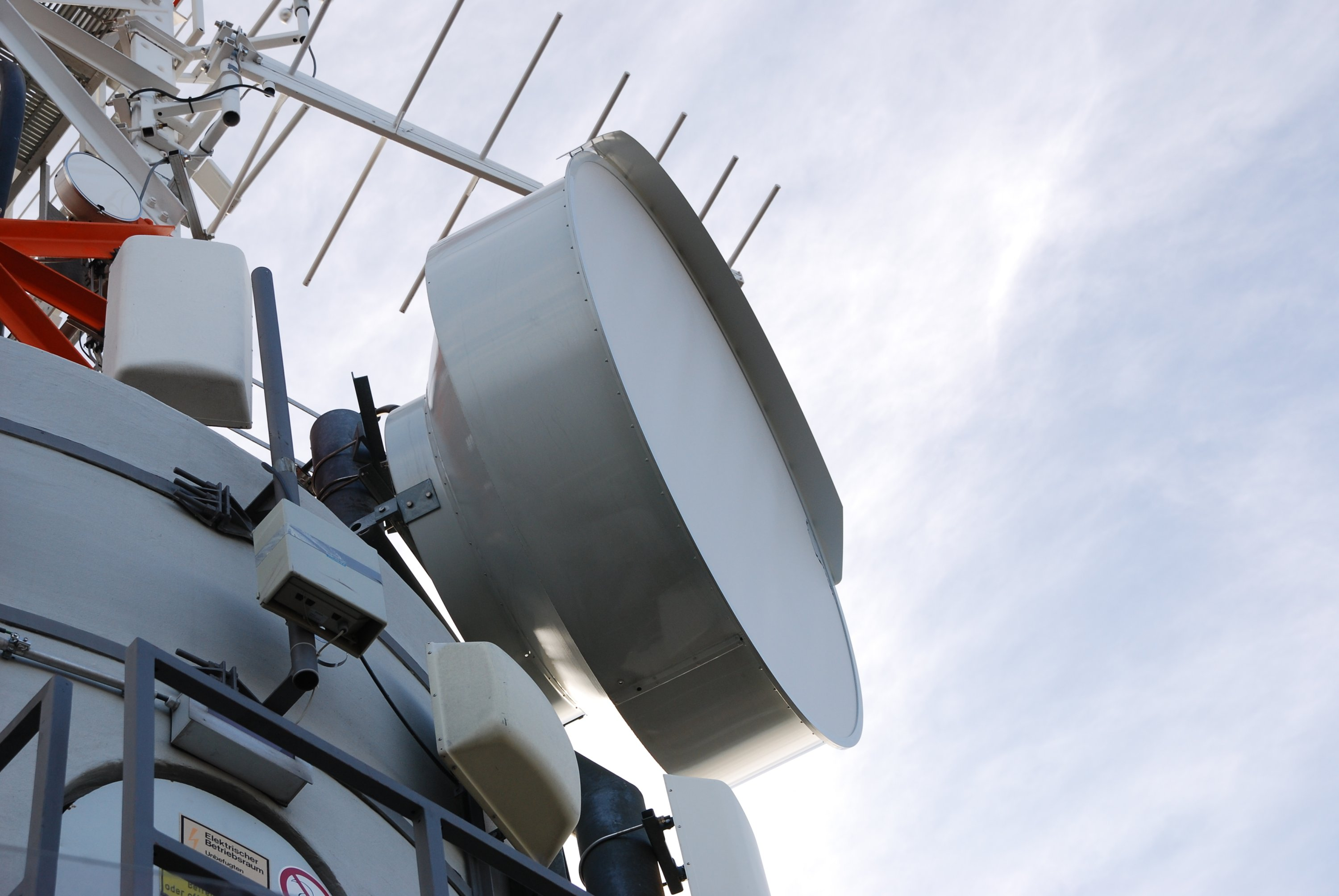
Richtfunkantenne am Stuttgarter Fernsehturm

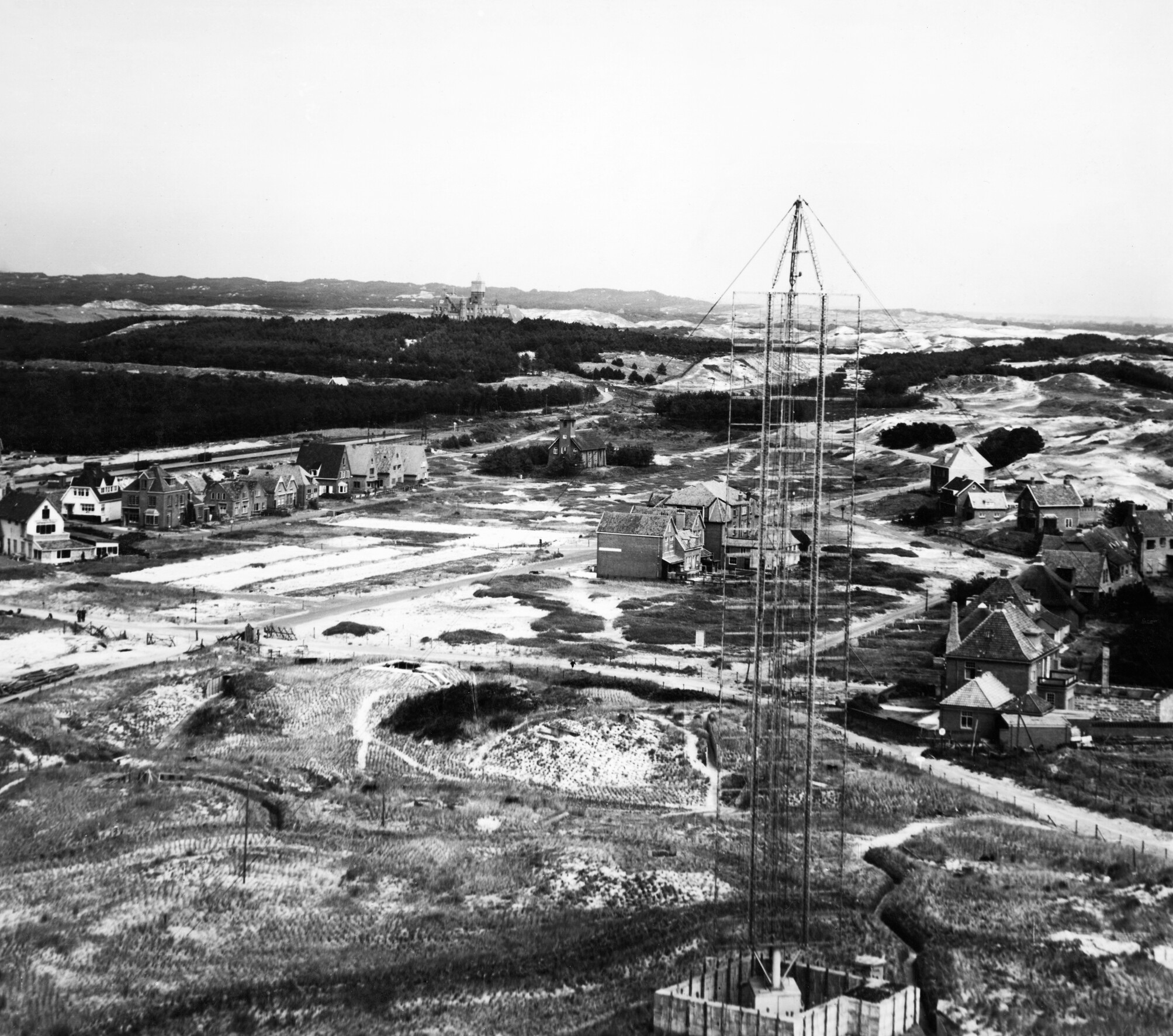
Richtfunkantenne des Radarsystems Wassermann im Zweiten Weltkrieg.

Eine Richtantenne ist eine Antenne, bei der spezielle konstruktive Maßnahmen ergriffen wurden, um eine bauartbedingte Richtwirkung eines einzelnen Strahlers zusätzlich zu verstärken.
Eine Richtantenne kann sowohl eine Sendeantenne, als auch eine Empfangsantenne sein. Als Sendeantenne konzentriert sie die gesendete Energie in eine gewünschte Richtung und erzeugt dadurch eine Richtstrahlung. Als Empfangsantenne liegt ihre maximale Empfindlichkeit in einer bestimmten Richtung, zum Beispiel zum Aufbau einer Richtfunkverbindung zwischen zwei Punkten. Durch die Richtwirkung wird der Empfang von Störsignalen, deren Quellen außerhalb der Hauptkeule ihres Antennendiagramms liegen, gedämpft.
Eine Richtantenne hat gegenüber einem Rundstrahler eine stark anisotrope Strahlungscharakteristik mit hohem Richtfaktor, mit schmaler Halbwertsbreite des Öffnungswinkels und ein hohes Vor-/Rückverhältnis. Je nach Antennenbauart kann der Öffnungswinkel von mehr als 30° bis zu weniger als ein Grad betragen. Die starke Bündelung der Energie in einem schmalen Strahl bewirkt einen hohen Antennengewinn, wodurch die Sendeleistung bei gleicher Feldstärke gering gehalten werden kann. Als EIRP (Equivalent Isotropic Radiated Power) wird die Sendeleistung bezeichnet, die man einem Isotropstrahler zuführen müsste, um die gleiche Reichweite wie mit der Richtantenne zu erzielen.
Richtantennen werden in allen Frequenzbändern verwendet. Ihre Ausführung und Realisierbarkeit hängt vom Frequenzbereich ab, da die Richtwirkung abhängig von den geometrischen Ausmaßen der Antenne im Verhältnis zur Wellenlänge ist. Meist werden Richtantennen mit nur einer ausgeprägten Vorzugsrichtung verwendet. In bestimmten Funknetzen mit linienförmigen Versorgungsbereichen (sogenannter „Linienfunk“) finden auch Richtantennen Anwendung, die mehrere Hauptkeulen haben, welche zum Beispiel diametral entgegengesetzt ausgerichtet sind. Hierfür werden oft Dipolgruppen (ohne Reflektoren) oder ein Dipol mit zwei diametral angeordneten Wellenleitstrukturen (wie die Direktoren bei einer Yagi-Antenne) genutzt. Diese zeigen dann eine sogenannte „Janus-Richtcharakteristik“.

## Beispiele

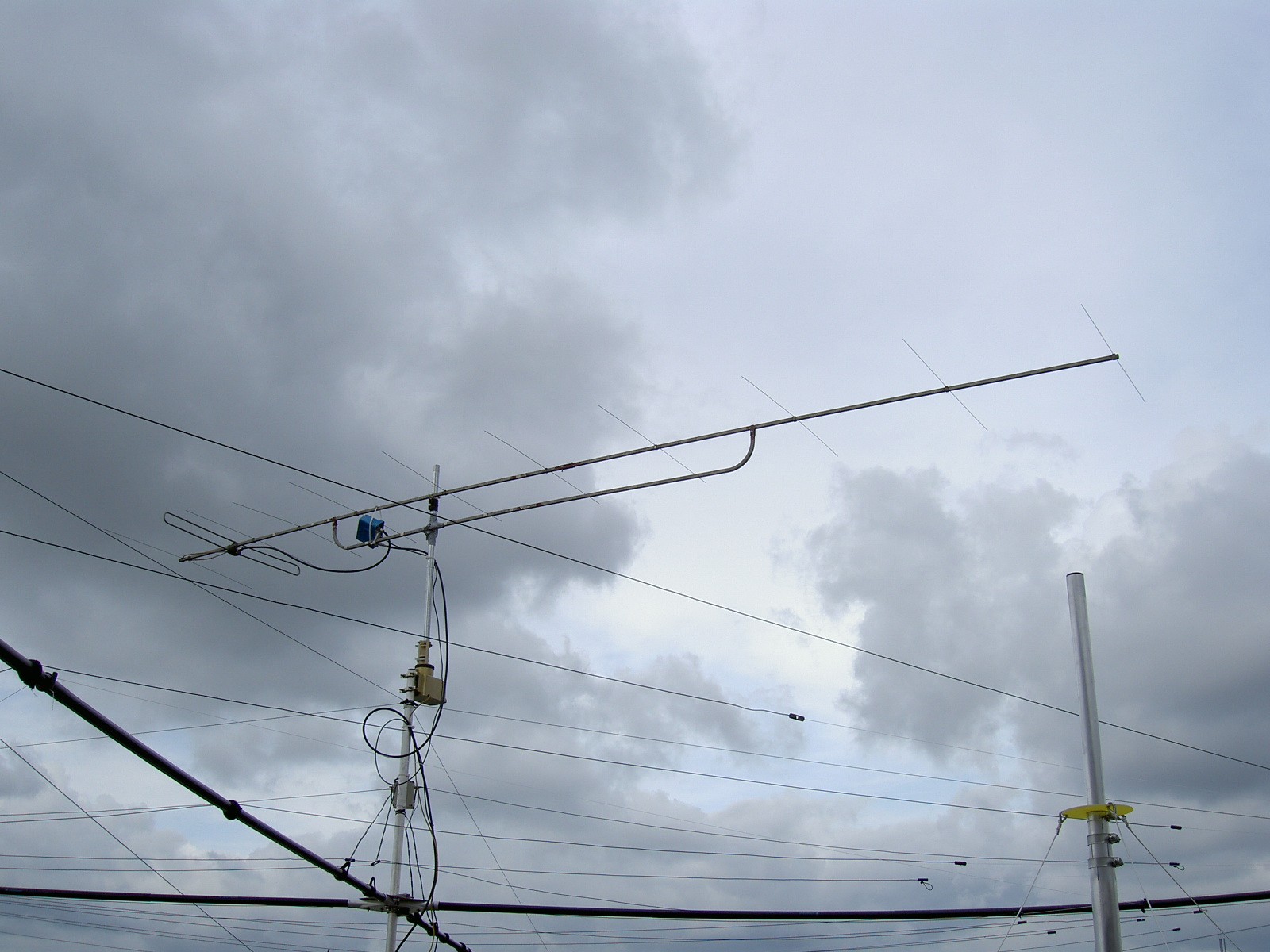
2-m-Lang-Yagi für das 2-m-Amateurfunk-Band

Zwei Schlitzgruppenantennen bei einem Schiffsradar

### Unter 30MHz
Für Lang- und Mittelwellen werden als Richtantenne zum Senden Anordnungen aus zwei oder mehreren selbststrahlenden Sendemasten eingesetzt. Hierbei wird stets mindestens ein Mast mit der Sendeenergie gespeist. Die anderen Masten können (phasenverschoben) gespeist oder (gegebenenfalls über Abstimmglieder) geerdet sein, diese dienen dann als passive Reflektor- oder Direktormasten. Weiterhin kann bei Mittelwelle eine Reusenantenne, bei der ein oder mehrere Elemente phasenverschoben gespeist werden, eingesetzt werden.
Als richtungsempfindliche Empfangsantenne werden in diesen Frequenzbändern Ferrit- oder Rahmenantennen verwendet.
Für Kurzwellen werden häufig Dipolwände oder logarithmisch-periodische Antennen (LPDA) als richtungsabhängige Antennen eingesetzt. Auch Dipolantennen werden eingesetzt.

### Unter 300MHz
Für Frequenzen im UKW-Bereich ist die Yagi-Antenne die am weitesten verbreitete Richtantenne zum Empfang von Signalen. Sie wird auch als Sendeantenne von Funkamateuren und Funkdiensten verwendet.  Als Richtantennen für größere Sendeleistung werden in diesem Frequenzbereich oft Dipolzeilen verwendet. Durch senkrechte Stapelung („gestockte Dipole“, Dipolwand) erreicht man einen waagerechten Fächer, der ein großes Gebiet abdeckt. Häufig werden Dipole auch als vertikal polarisierte Rundstrahler konfiguriert. Die Bezeichnung „Richtantenne“ kann jedoch trotzdem zutreffen, wenn die besonderen konstruktiven Maßnahmen für eine Verbesserung der Richtwirkung das vertikale Antennendiagramm betreffen. Die Abstrahlung erfolgt dann möglichst flach, die Nebenkeulen sind oft unsymmetrisch verteilt und verstärkt nach unten gerichtet.

### Über 1GHz
Für Frequenzen ab ca. 150 MHz werden bereits Wendelantennen eingesetzt, ab ca. 1 GHz werden Parabolantennen als richtungsempfindliche Antenne sowohl zum Senden als auch zum Empfang verwendet. Bei qualitativ hohen Anforderungen kommen jedoch eher Muschelantennen zum Einsatz, da sie im Vergleich zu Parabolantennen bessere Strahlungscharakteristiken aufweisen. Hornstrahler werden heute kaum noch verwendet, da die Muschelantennen bei in etwa gleichen Übertragungseigenschaften eine geringere Baugröße aufweisen. Weiterhin werden in diesem Frequenzbereich Gruppenantennen mit starker Richtwirkung, wie die Patchantenne und die Phased Array Antenne verwendet. Weiters zählen die unter anderem bei Schiffsradaranlagen eingesetzten Schlitzgruppenantennen, meist drehbar gelagert und in horizontaler Lage, zu den Richtantennen.
Frequenzen ab 10 GHz ermöglichen kleine kompakte Antennen mit sehr guter Richtwirkung. Beispiele hierfür sind die Parabolantennen von Satellitenempfangsanlagen. Für Frequenzen von 92 bis 98 GHz ist es möglich, stark bündelnde Antennen für Radargeräte mit hoher Auflösung in einem Radom in der Größenordnung einer Rundumleuchte zu errichten. Die sogenannten Surface Movement Radar überwachen den Verkehr im Vorfeld auf Flughäfen.